# Социалистическая улица (Казань)
Социалистическая улица (тат. Социалистик урамы) — улица в микрорайоне Соцгород Авиастроительного района Казани. 
Проходит с востока на запад параллельно Индустриальной улице от улицы Копылова до улицы Челюскина, возобновляется от улицы Тар Урам и заканчивается в районе пересечения улиц Челюскина и Станиславского. Пересекается с улицами Копылова, Кольцевой, Лечебной, Челюскина, Маркина и Тар Урам.

## История
Появление улицы связано с развитием «Посёлка Орджоникидзе» (Соцгорода) (квартал № 2), возникшего в 1930-е годы в связи со строительством авиационного комбината («Казмашстроя»), и расположенного рядом с ним «Посёлка Грабарский».
На улице Социалистической сохранилась большая часть исторической застройки конца 1930-х — начала 1950-х годов.

## Современное состояние
Общая протяжённость улицы составляет 741 метр.
На улице Социалистической находятся дома с номерами: 2 (1946 года постройки), 2 А, 3 (1951 года постройки), 4, 5 (1939 года постройки), 6, 7 (1949 года постройки), 8, 9 (1948 года постройки), 11 / 14 (1950 года постройки), 12 / 16, 16, 18 и 20.
В районе соприкосновения проезжей части улицы Социалистической с улицей Копылова располагаются выходы со станции Казанского метрополитена «Авиастроительная», открытой в 2013 году.

## Достопримечательности

### Эвакуационный госпиталь № 2782 (филиал)
В июле 1941 года в Казани был сформирован Эвакуационный госпиталь № 2782, который размещался в Соцгороде по двум адресам: в помещении школы № 100 (ныне — по ул. Социалистическая, д. 5) и в помещении школы № 37 (ныне МБОУ «Гимназия № 36» — по ул. Лядова, д. 7). Здание школы № 100 филиал госпиталя занимал с 18 августа 1941 года по 30 января 1944 года (начальники: И. Я. Тарнопольский — до 27 апреля 1942 года, военный врач 2 ранга Р. К. Ахмадуллина — с 27 апреля 1942 года по 19 августа 1943 года, капитан медицинской службы Е. Ф. Хорошева — с 19 августа 1943 года по 31 декабря 1945 года).

Госпиталь расположен в Соцгороде Ленинского района в пос. им. С. Орджоникидзе в б. школах № 100 и № 37 в непосредственной близости к оборонным заводам. От города Казани госпиталь находится в 12 километрах, от ближайшей трамвайной остановки 0,5 километра... Основное здание госпиталя (школа № 100) 4-х этажное на 470 хирургических коек, пущено в эксплуатацию 18 августа 1941 года, филиал госпиталя расположен в 400 метрах в 2-х этажном здании на 280 коек, развернул свою работу 1 октября 1941 года». — Филиал ЦАМО РФ (военно-медицинских документов, г. Санкт-Петербург). Ф. 1487. Оп. 10217. Д. 1. Л. 1; Оп. 15763. Д. 1. Л. 1.

## Объекты
Улица Социалистическая застроена, главным образом, жилыми домами.
В районе соприкосновения улиц Социалистической и Челюскина располагается часть комплекса Казанской православной духовной семинарии (ул. Челюскина, д. 31 А, д. 31 А к. 1).

### Институт развития образования Республики Татарстан
По адресу: ул. Социалистическая, д. 5 (построенном в 1939 году по проекту архитектора Цыганкова), располагаются:
- ГАОУ ДПО «Институт развития образования Республики Татарстан» (дополнительный корпус);[10]
- ГКУ «Республиканская психолого-медико-педагогическая консультация», учреждённое в 1991 году;[11]
- ГАУ «Республиканский олимпиадный центр» Министерства образования и науки Республики Татарстан, учреждённое в 2014 году;[12]
- ГКУ «Республиканский центр усыновления, опеки и попечительства», учреждённое в 2002 году.[13]

Первоначально в здании размещалась школа № 100, в 1941 — 1944 годах — Эвакуационный госпиталь № 2782 (филиал), затем — ремесленное училище, позже — Республиканский центр детского и юношеского технического творчества и информационных технологий. В 2010 году здание было реконструировано, в результате чего большинство первоначальных архитектурных элементов были утрачены и остались под облицовкой.

### Детская библиотека № 39
В жилом доме по адресу: ул. Социалистическая, д. 3, располагается Детская библиотека № 39 (филиал Центральной библиотеки Казани).

### Лечебные учреждения
Между улицами Социалистической, Лечебной и Челюскина находится Городская клиническая больница № 12 города Казани (ул. Лечебная, д. 7).
По адресу: ул. Социалистическая, д. 12 / 16, располагается стоматологическая клиника «Санэта».

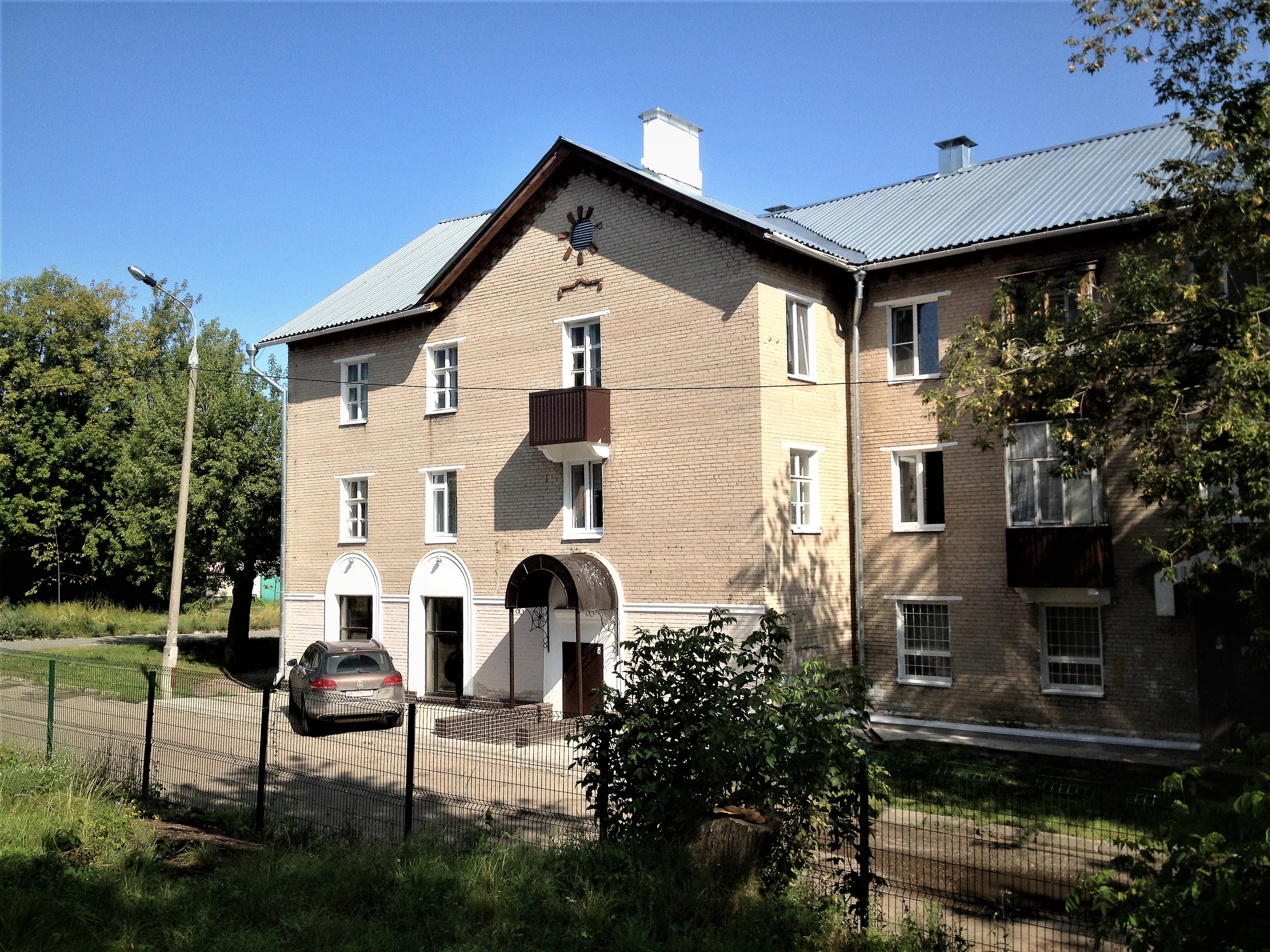
Ул. Социалистическая, д. 3
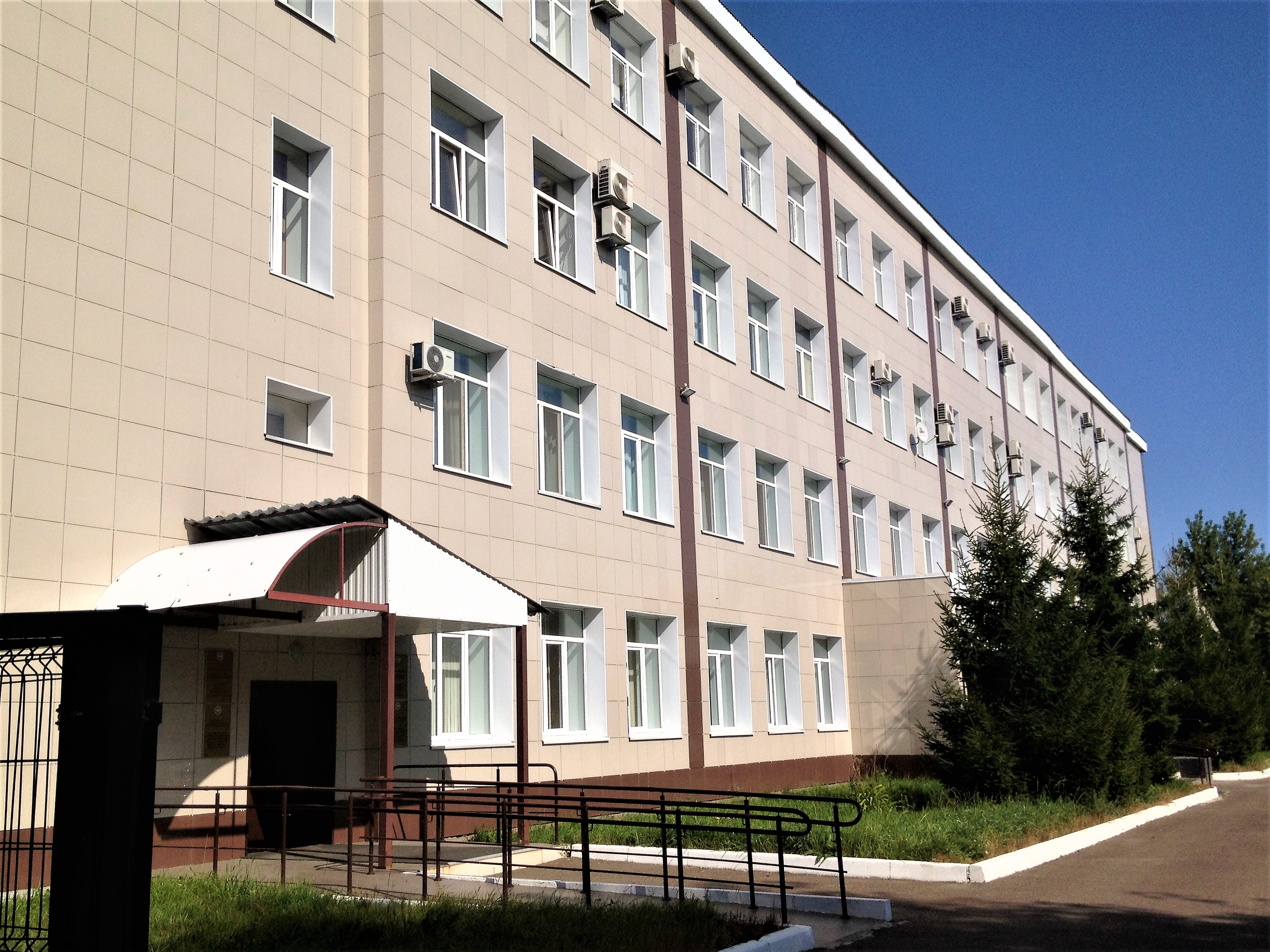
Ул. Социалистическая, д. 5
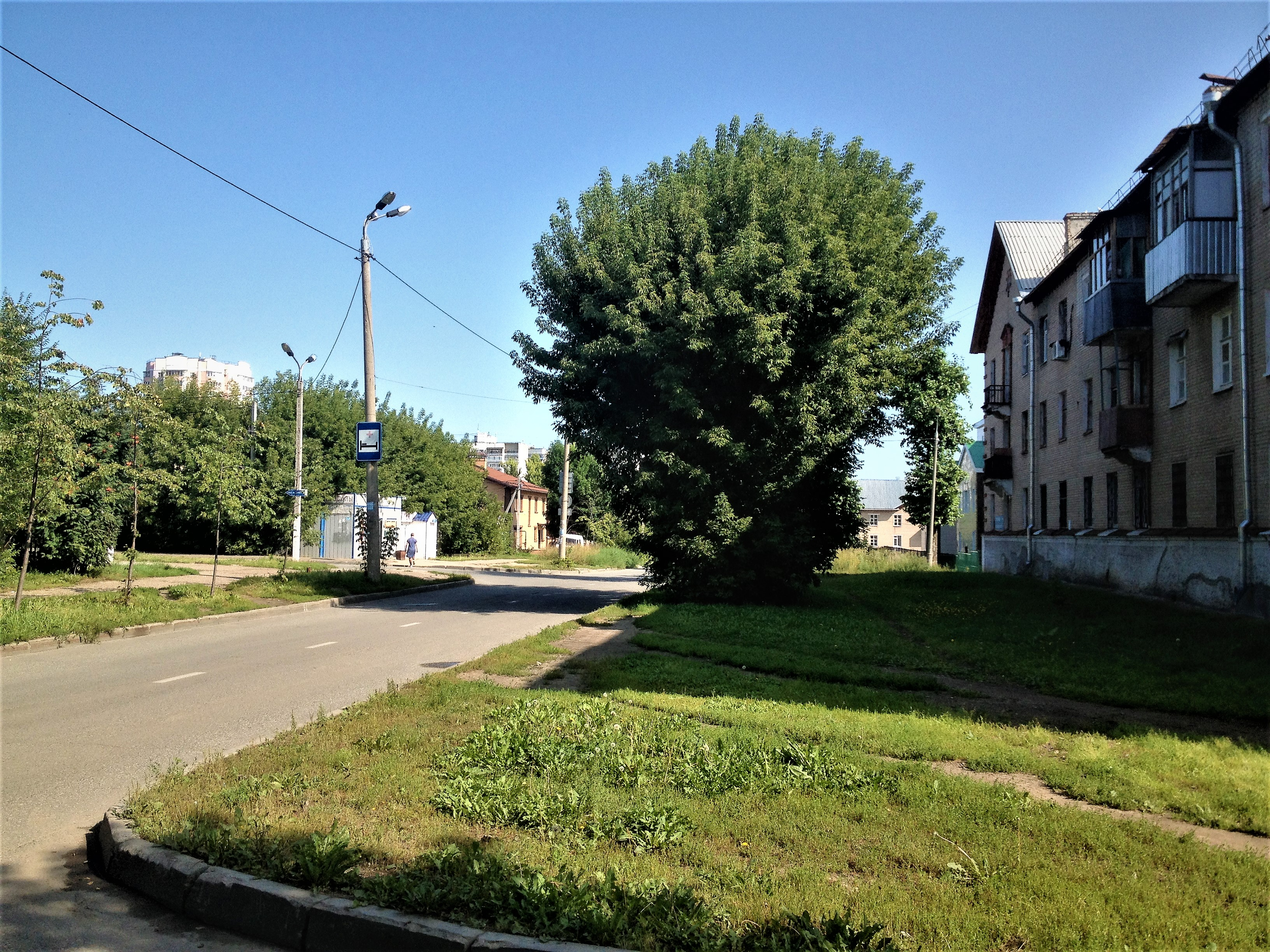
Пересечение улиц Социалистической и Лечебной (ул. Социалистическая, д. 7)